# 放置ゲーム
放置ゲームとはコンピュータゲームのジャンルの一つ:186。

## 概要
スマートフォンでゲームを遊ぶことが普及したことで、台頭してきたゲームのジャンルである:186。ユーザーが何か操作するのではなく、ゲーム画面を一定時間放置することによってゲームの状況が変化し、そこでユーザーが何らかの操作をすることでゲームが進行する:186。

## 基本操作
ユーザーはしばらく画面を眺めていて、ある程度の変化があったら操作を行う。スマートフォンの場合は画面をタッチさせて操作とすることが多い。これを繰り返す:188。

## ターゲット
アクションゲームと違って素早い操作は不要であり、シミュレーションゲームのようにユーザーの深い考察も求められない:188。
時間つぶしを求めるユーザーに最適である:188。

## 特徴
一定時間、ゲーム画面を眺めていることが主要コンセプトであるため、ユーザーが見飽きないような工夫が重要となってくる:188。また、放置した後の画面の変化に対するユーザーの期待感がゲームを継続する重要な動機となってくる:188。
これと併せて、ユーザーにゲームを継続する動機として、何かコレクション性を持たせる事も多い:188。
一定時間、ゲーム画面を眺めていることから、広告表示との相性が良い:188。

## 主なタイトル
- クッキークリッカー
- おさわり探偵 なめこ栽培キット
- ねこあつめ
- 放置少女〜百花繚乱の萌姫たち〜
- けものフレンズぱびりおん
- ひとりぼっち惑星
- 最強でんでん
- メメントモリ
- AFKアリーナ